# Estraci de Tritea
Estraci (en llatí Stratius,en grec antic Στράτιος) fou un polític aqueu nadiu de Tritea.
Va ser un dels delegats a l'assemblea que va deliberar sobre que s'havia de fer quan va esclatar la guerra entre Roma i Perseu de Macedònia (169 aC) i va optar per l'aliança amb Roma tot i el sentiment general a favor del Regne de Macedònia.
Al final de la guerra va ser un dels aqueus portats com una mena d'ostatges a Roma el 167 aC a esperar el judici del senat romà, entre els quals hi havia també l'historiador Polibi. No va aconseguir la llibertat fins bastants anys després i va tornar al seu país on va donar suport a la política filo-romana i s'oposava a les tesis de Critolau i Dieu.